# مسجد ريو بيدراس
مسجد ريو بيدراس (بالإنجليزية:Rio Piedras Mosque), أو مركز بورتوريكو الإسلامي، هو مسجد يقع في ريو بيدراس، سان خوان، بورتوريكو.

## التاريخ

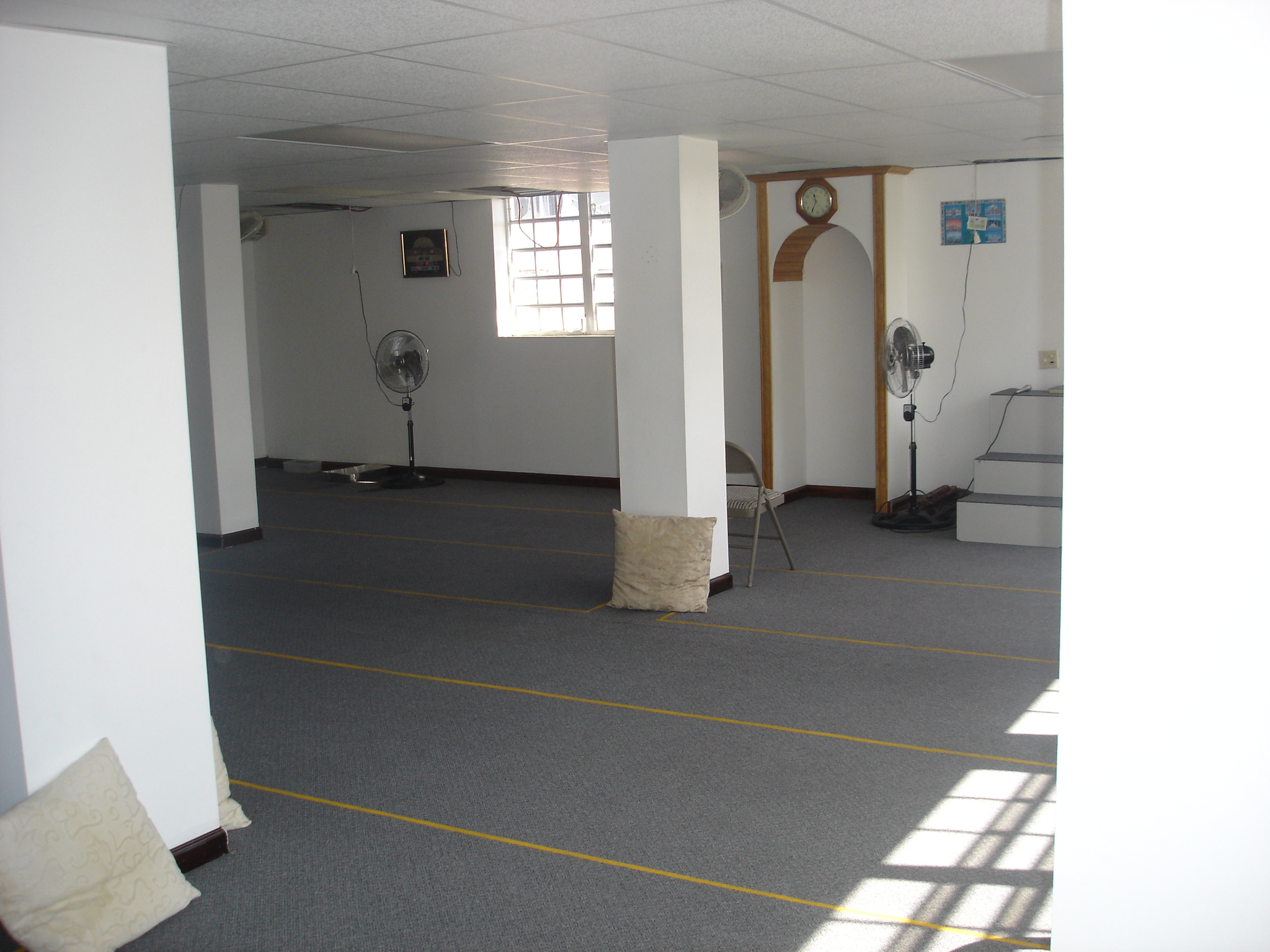
مسجد ريو بيدراس من الداخل

في عام 1981، تم شراء المبنى وتحويله إلى مسجد ريو بيدراس، وأصبح أول مسجد في بورتوريكو، يتسع المسجد لـ 200 مصلي و40 مصلية.